# Raúl Garrido
Raúl Garrido – piłkarz urugwajski, napastnik.
Jako piłkarz klubu Universal Montevideo był w kadrze reprezentacji Urugwaju podczas turnieju Copa América 1917, gdzie Urugwaj drugi raz z rzędu zdobył tytuł mistrza Ameryki Południowej. Garrido nie wystąpił w żadnym spotkaniu.
Garrido tylko raz zagrał w reprezentacji Urugwaju - 16 października 1917 roku w towarzyskim meczu z Brazylią, wygranym przez Urugwaj 3:1.